# Blefarit
Blefarit, ögonlocksinflammation, är en inflammation av ögonlockskanterna som präglas av fjällande hudavlagringar kring cilierna.

## Varianter
Blefarit indelas i seborroisk och bakteriell där den förstnämnda åsyftar ett kroniskt sjukdomstillstånd medan bakteriell ofta associeras med tillfällig infektion.

### Seborroisk blefarit
Seborroisk, eller kronisk, blefarit förekommer i huvudsak hos äldre personer med andra seborroiska åkommor.

### Bakteriell blefarit
Bakteriell blefarit är ofta en följd av stafylokocker och präglas av gulfärgat sekret längs cilierna. Till högriskgruppen hör kvinnor och unga med atopiskt eksem.

## Symptom
Traditionella symptom är associerade med varaktig irritation i ögonen som präglas av en skavande, torr eller grusig känsla. Ibland upplevs ögonen som rinnande och drabbade av klåda.

## Behandling
Vid kortvariga besvär rekommenderas generell ögonlockshygien med varma kompresser och för ändamålet lämplig mjukgörande salva. Vid fall av infektion eller långvariga besvär kan eventuellt behandling med antibiotika vara aktuell.